# Anole
Anole est un super-héros mutant appartenant à l’univers de Marvel Comics. Il a été créé par Nunzio DeFilippis, Christina Weir (scénario) et Carlo Barberi (dessin), et est apparu pour la première fois dans New Mutants vol.2 #2 en 2003.
Il est à noter qu'il est un des rares personnages Marvel gays.

## Biographie fictive
Victor Borkowski est un jeune garçon de 16 ans vivant à Fairbury, dans l’Illinois, quand son gène mutant se manifeste. La petite communauté accepte ce mutant reptilien pendant un certain temps mais, pour sa sécurité, ses parents l’envoient à l’Institut Xavier où il brille dans ses études, montrant des facilités pour le français et le théâtre.
Victor choisit Wolverine comme conseiller puis, réalisant qu'ils sont trop différents, opte pour Karma. Durant sa formation de jeune recrue chez les X-Men, il est assigné à l’Escadron Alpha, dirigé par Véga qu'il admire (Véga avait fait son coming out et assumait son homosexualité). Il est très affecté quand ce dernier est tué par Wolverine manipulé par La Main.

### Après le M-Day
Anole fait partie de la vingtaine de jeunes mutants ayant conservé leurs pouvoirs après le M-Day. Tous les étudiants sont rassemblés en un seul groupe.
Il fait aussi partie des élèves aspirés dans les Limbes (tout comme Rockslide, Pixie et Blindfold). Un démon lui arrache un bras mais le membre repousse, encore plus fort qu'avant. Les élèves échappent à Belasco.
Quand les X-Men se lancent à la recherche du premier nouveau-né mutant, pendant le crossover Messiah Complex, Anole utilise ses talents pour infiltrer la base des Purificateurs. Il aide aussi les X-Men à combattre les Maraudeurs dans une bataille finale sur l’île de Muir.
Anole repart un temps vivre à Fairbury, mais il s’y sent mal à l'aise et s'installe dans les bois, refusant de suivre Véga et de retourner chez les X-Men. Finalement, il accepte de suivre Dani Moonstar à San Francisco, où les X-Men se sont ré-installés. Il s'y est particulièrement lié à Rockslide.

### Durant l’invasion secrète
Anole espionne les Skrulls qui venaient de lancer leur invasion. Pris en chasse, il fut sauvé par Colossus.

### Vie privée
Anole a probablement une relation amoureuse avec Graymalkin. Il est le seul à connaître son homosexualité, raison pour laquelle ce dernier a été enterré vivant par son propre père.

## Pouvoirs
- Anole est un mutant reptilien possédant une peau écailleuse verte, une carapace osseuse autour du crâne et une langue préhensile et collante, comme un caméléon. Ses oreilles sont pointues.
- Sa peau peut prendre la couleur de son environnement, pour le rendre plus ou moins invisible à l'œil non-entrainé.
- Il peut grimper sur toute surface solide.
- Sa coordination, ses réflexes et son équilibres sont parfaits, et il fait preuve d'une grande rapidité.
- Un autre de ses pouvoirs est de pouvoir faire repousser un membre tranché. L'hémorragie est très vite stoppée et le membre commence à repousser, avec une force accrue et des écailles piquantes et beaucoup plus solides. Les doigts se terminent alors en griffes. Pour le moment, seul son bras droit a subi cette transformation.